# The City and the City
The City and the City (titre original : The City and the City) est un roman policier noir teinté de science-fiction et de fantasy urbaine de l'écrivain britannique China Miéville publié en 2009, situé dans les villes imaginaires de Besźel et d'Ul Qoma, et traduit en français en 2011. 

## Résumé
L'inspecteur Borlù doit enquêter sur le meurtre d'une jeune étudiante dont le corps a été retrouvé dans la ville de Besźel, mais dont le meurtre a probablement été commis dans la cité voisine d'Ul Qoma. Le problème est que ces deux villes jumelles sont liées par des règles très particulières, que le déroulement de l'intrigue fait découvrir progressivement.

## Personnages
- Tyador Borlù : inspecteur de la Brigade des Crimes Extrêmes de la Policzai de Besźel.
- Lisbyet Corwi : agent de la Policzai.
- Qssim Dhatt : lieutenant de la Militsya d'Ul Qoma.
- Isabelle Nancy : directrice de thèse de Mahalia et des fouilles archéologiques de Bol Ye'an à Ul Qoma.
- Mahalia Geary : étudiante canadienne participant aux fouilles.
- Yolanda Rodriguez : étudiante canadienne.
- Aikam Tsueh : jeune agent de sécurité ulqoman.
- David Bowden : universitaire canadien, auteur d'un ouvrage sur Orciny, Between the City and the City.
- Yorj Syedr : leader du Bloc National besź.
- Mikhel Buric : leader socio-démocrate besź.
- Ashil : avatar de la Rupture.

## Vocabulaire
- Alter : adjectif qui désigne l'autre ville : Ul Qoma pour Besźel.
- Brutopiquement : adverbe qui désigne la proximité physique d'un lieu situé à Besźel et d'un autre situé à Ul Qoma.
- Éviser : action consistant à ne pas voir les éléments de l'autre cité brutopiquement proches.
- Inouïr : action consistant à ne pas entendre un bruit provenant de l'autre cité.
- Zone tramée : zone d'intersection entre Besźel et Ul Qoma.
- Zone plénière : zone non tramée.
- Protubs : excroissance d'une ville sur une autre.
- Dissensi : zone dont l'attribution a l'une ou l'autre des deux cités n'est pas établie.
- Rupture : acte ou situation délictuelle pouvant être accidentelle et impliquant le franchissement illégal de la frontière immatérielle entre les deux cités. Le terme « Rupture » désigne aussi les forces de police spéciales mandatées pour punir ce délit.
- Rompre : action de commettre l'acte illégal de rupture.

## Accueil critique
En Grande-Bretagne, l'écrivain britannique Michael Moorcock conclut sa critique dans The Guardian en affirmant que China Miéville, « plus que dans aucun autre roman, rend hommage au genre qu'il affectionne et qu'il n'a jamais rejeté tout en y apportant des améliorations. À plusieurs niveaux, ce roman est un témoignage de son admirable intégrité. En parvenant à garder une emprise ferme sur une idée qui aurait glissée des mains d'écrivains moins experts, Miéville se montre encore une fois aussi intelligent qu'original ». De son côté, Andrew McKie suggère dans sa critique pour The Spectator que « les aspects hallucinatoires du livre doivent plus à Jorge Luis Borges ou peut-être au roman policier subversif Les Gommes d'Alain Robbe-Grillet. Plus impressionnant encore, l'idée sous-jacente de Miéville, que tous les citadins agissent de concert dans l'ignorance des aspects réels des villes dans lesquelles ils vivent — les sans-abri, les structures politiques, le monde des affaires ou tout ce qui est « pour les touristes » — n'est jamais abordée de façon laborieuse. Ce roman est le plus accompli de Miéville depuis Perdido Street Station. Il mérite toute l'attention de ceux qui ont rejeté les précédents romans de l'auteur ».
En France, Nathalie Ruas décrit sur ActuSF le roman comme « une symphonie magistrale ». Pour sa part, Philippe Boulier souligne dans la revue Bifrost que « China Miéville adopte le point de vue d’un entomologiste. Il se contente d’observer et de décrire le monde qu’il met en scène, sans porter le moindre jugement, laissant au lecteur le soin de le faire, d’y voir les analogies avec le monde réel qui lui paraissent les plus pertinentes. Un choix qui ajoute encore au bonheur que procure ce roman, parmi ce que les littératures de genre ont pu nous offrir de plus beau et de plus intelligent. Si ça n’est pas un chef-d’œuvre, ça y ressemble tout de même vachement beaucoup ».

### Récompenses
The City and the City a été proposé pour le prix Nebula du meilleur roman 2009. Il a remporté le prix Hugo du meilleur roman 2010, le prix Locus du meilleur roman de fantasy 2010, le prix Arthur-C.-Clarke 2010, le prix World Fantasy 2010, le prix British Science Fiction du meilleur roman 2009, le prix Elbakin.net du meilleur roman étranger 2012 et le grand prix de l'Imaginaire du meilleur roman étranger 2012.

## Adaptation
Le roman est adapté à la télévision, sous la forme d'une série de quatre épisodes d'une heure diffusés en avril 2018 sur BBC Two avec David Morrissey dans le rôle de l'inspecteur Borlù.

## Éditions
- The City and the City, Macmillan, 15 mai 2009, 312 p.  (ISBN 978-1405000178)
- The City and the City, Fleuve noir, coll. « Rendez-vous ailleurs », 13 octobre 2011, trad. Nathalie Mège, 390 p.  (ISBN 978-2265090651)
- The City and the City, Pocket, coll. « Thriller » no 15575, 14 mars 2013, trad. Nathalie Mège, 478 p.  (ISBN 978-2266239721)